# Міхаель Шліхт
Міхаель Шліхт (нім. Michael Schlicht, нар. 30 травня 1955, Ратенов, НДР) — російський кінопродюсер німецького походження, співвласник української кінодистриб'юторської компанії Ukrainian Film Distribution (до 13 березня 2023 року), співзасновник російських кінокомпаній «Юнайтед Филммейкерс» та «Монументал пикчерс».

## Біографія
Народився 30 травня 1955 року у німецькому місті Ратинов. Коли Шліхту виповнився 21 рік, комуністична партія НДР відправила його на навчання до Москви.
Закінчив Московський державний інститут міжнародних відносин, факультет міжнародних відносин.
Працював у Міністерстві закордонних справ, а також у Міністерстві культури НДР та очолював центр з культурних міжнародних відносин НДР.
З 1991 року працює в Росії. Продюсував фільми «Батальйонъ» та «Сталінград» (режисер — член вищої ради партії «Єдина Росія» (РФ) Федір Бондарчук).

## Фільмографія
2021 «Ряд 19»,
2020 Uprising!,
2020 «Близький ворог»,
2019 «Союз Порятунку»,
2014 «Батальйон»,
2013 «Сталінград»,
2011 «Висоцький. Дякуємо, що живий»,
2011 «Найкращий фільм 3-ДЕ»,
2010 «Дві дами в Амстердамі»,
2010 «Гарячі естонські хлопці»,
2010 «Близький ворог»,
2010 «Будинок сонця»,
2009 «Перше кохання»,
2009 «Найкращий фільм 2»,
2007 «Трекмен»,
2007 «Гілка бузку»,
2007 «В очікуванні дива»,
2004 «72 метри».